# ビルヒリオ・バルコ・バルガス
ビルヒリオ・バルコ・バルガス (Virgilio Barco Vargas、1921年9月17日‐1997年5月20日) は、コロンビアの政治家および技術者であり、同国の第27代大統領を務めた。

## 生い立ち
バルコは1921年9月17日、コロンビアのノルテ・デ・サンタンデール県の県都ククタにおいて、父親のホルヘ・エンリケ・バルコ・マルドナドと母親のジュリエッタ・バルガス・デュランの間に生まれた。彼はコロンビア国立大学とマサチューセッツ工科大学（MIT）で土木工学を学び、1943年に卒業した。その後、コロンビアの下院議員に選出されたが、自由党と保守党の内戦で1950年、米国に亡命した。彼はMITで経済学の修士号を取得し、1952年、ノーベル賞受賞者のロバート・ソローとポール・サミュエルソンの下で学んだ。1954年、彼はボストン大学で経済学の博士号を取得した。

## 政治キャリア
バルコは1954年、コロンビアに帰国し、1948年から続いた自由党と保守党の内戦を終わらせるための政治協定である国民戦線（FN）の創設に尽力した。彼は1958年、上院議員に選出され、1961年、駐英大使になるため辞任し、1962年にコロンビアに戻った。その後、1974年まで世界銀行の理事を務めた。1977年から1980年まで駐米大使を歴任した。

## 大統領職
1986年、バルコは58％の得票率でコロンビア大統領に選出された。彼は反貧困プログラムを支持し、コロンビア革命軍（FARC）などの左翼ゲリラとの対話を進める一方で、メデジン・カルテルなどの麻薬カルテルとの対決姿勢を鮮明にし、1989年8月18日、大統領候補だったルイス・カルロス・ガラン・サルミエントが暗殺されるとメデジン・カルテルに宣戦布告をして麻薬戦争を進めた。彼は国際社会では人気があったが、彼の反麻薬キャンペーンが暴力を増加させたため、国内での人気は伸び悩んだ。彼は当初、保護貿易的な経済政策を採ったため、国の経済は疲弊した。その2年後、彼は新自由主義的な経済政策に転換し、経済開放プログラムが始まった。これにより、コロンビアの市場が世界に開放され、国の経済が再活性化された。彼は1990年まで4年の任期を務めた。1989年に来日している。

## 辞職後
1990年に大統領職を辞任すると、1992年まで再び駐英大使を務めた。バルコはアルツハイマーと診断され、1997年5月20日、コロンビアの首都ボゴタで75歳で亡くなった。彼の遺体はボゴタ中央墓地に葬られた。